# Фетологија
Фетологија је научна и медицинска специјализација која се тиче студије, бриге и третмана фетуса током пренаталног развоја.